# Пауткин, Алексей Аркадьевич
Алексе́й Арка́дьевич Па́уткин (род. 21 октября 1956, Москва) — советский и российский литературовед, специалист в области древнерусской литературы, доктор филологических наук (2003), профессор кафедры истории русской литературы филологического факультета МГУ.

## Биография
Сын литературоведа Аркадия Ивановича Пауткина (1923—1990). Окончил филологический факультет МГУ им. М. В. Ломоносова в 1978 году. Специализировался в области истории древнерусской литературы, занимаясь в семинаре доцента В. А. Грихина (1942—1987). Значительное влияние на формирование научных интересов также оказал Н. И. Либан. С 1978 по 1981 год обучался в аспирантуре по кафедре истории русской литературы (научный руководитель профессор В. В. Кусков). В 1982 году защитил кандидатскую диссертацию «Батальные описания Ипатьевской летописи (проблемы жанра и стиля)». В 2002 году защитил докторскую диссертацию «Древнерусские летописи XI—XIII вв.: вопросы поэтики».
На кафедре истории русской литературы работает с 1982 года. Читает общие и специальные курсы, руководит спецсеминаром по древнерусской литературе, работой аспирантов и стажёров, является автором ряда учебных пособий. Под руководством А. А. Пауткина защищено 55 дипломных работ и 12 кандидатских диссертации.

## Научная деятельность

### Научные интересы
Основные научные интересы сосредоточены в области поэтики древнерусской литературы, древнерусского исторического повествования, традиций средневековой книжности в литературе нового времени.

### Основные научные работы
1. Галицкая летопись как памятник литературы Древней Руси. М.: Изд-во МГУ, 1990.
2. Беседы с летописцем. Поэтика раннего русского летописания. М.: Изд-во МГУ, 2002.
3. Русская литература XI—XVII вв. Учебное пособие. М.: Изд-во МГУ, 2003 (в соавторстве с А. В. Архангельской).
4. Горизонты прочтения. Историко-филологические заметки и размышления. М — СПб.: Нестор — История, 2017.
5. От книжности к литературе (из лекций и наблюдений). М.: Канцлер, 2020.
6. Батальные описания «Повести временных лет» (своеобразие и разновидности) // Вестник Московского университета. Сер.9, Филология. 1981, № 5.
7. Летописная повесть о походе 1185 г. Игоря Святославича на половцев (к проблеме художественности) // Филологические науки, 1985, № 2.
8. Мотив единения князей-братьев в «Слове о полку Игореве» и памятниках его времени // Вестник Московского университета. Сер.9, Филология. 1985, № 4.
9. О судьбе полководческих жизнеописаний в древнерусской литературе XI—XIV вв. // Вестник Московского университета. Сер.9, Филология. 1988, № 3.
10. Характеристика личности в летописных княжеских некрологах // Герменевтика древнерусской литературы. Сб. 1, XII—XVI вв. М., 1989.
11. Природные явления в русских летописях XI—XIV вв. (традиционная стилистика и образность) // Вестник Московского университета. Сер.9, Филология. 1992, № 4.
12. Древнерусские святые князья. Агиологический тип как культурно-историческая система // Герменевтика древнерусской литературы. Сб.7, ч. 1. М., 1994.
13. Традиции древнерусской литературы в «Исторических записках» участника Отечественной войны 1812 г. капитана Г. П. Мешетича // Герменевтика древнерусской литературы. Сб.8. М., 1995.
14. Афористические максимы в Галицко-Волынской летописи и польско-латинская литературная традиция // Древняя Русь и Запад. Научная конференция. Книга резюме. М., 1996.
15. В поисках сокровенного. Древняя книжность и иконопись в рассказе Н. С. Лескова «Сошествие во ад» // Русская литература XIX в. и христианство. М., 1997.
16. А. С. Грибоедов в 1812 году. Штрихи к портрету // Русская словесность, 1998, № 1.
17. Южнорусские летописцы XIII в. и переводная историческая литература// Герменевтика древнерусской литературы. Сб.9. М., 1998.
18. Пирующий Петр Пушкина. Лейтмотив и история // Пушкин. Сборник статей. М., 1999.
19. Из истории публикации автографов А. С. Пушкина // Пушкин. Сборник статей. М., 1999.
20. «Слово о полку Игореве» в историческом повествовании Г.Сенкевича // Герменевтика древнерусской литературы. Сб.10. М., 2000.
21. «Потерянный рай библиофила», или Загадки дома на Разгуляе // Вестник Московского университета, Сер.9, Филология, 2001, № 4.
22. Летописный портрет Даниила Галицкого: литературное заимствование, живописная традиция или взгляд очевидца?// Древняя Русь. Вопросы медиевистики. 2002, март, № 1 (7).
23. Военная проза В. М. Гаршина (Традиции, образы и реальность) // Вестник Московского университета,Сер.9, Филология, 2005, № 1.
24. «Угорьские иноходьци» в «Слове о полку Игореве» (Еще раз о фрагменте «Съ тоя же Каялы Святоплъкъ…» // Герменевтика древнерусской литературы. Сб.12. М., 2005.
25. Игумен Даниил и его невольные «соавторы» // Русская речь. М., 2007, № 1.
26. Специфика средневековой книжной культуры и «литературная карта» Древней Руси // Acta philologica: Филологические записки, М., 2007, № 1.
27. По следам Бюргеровой «Леноры». Пространство и время в балладах о мертвом женихе // Вестник Московского университета. Серия 9: Филология, 2007, № 6.
28. «Столпы красныи несказанни»: О некоторых особенностях древнерусских архитектурных описаний // Древняя Русь. Вопросы медиевистики. 2007, № 3(29).
29. Опыт источниковедческого прочтения статьи В. М. Гаршина «Заметки о художественных выставках» // Вестник Московского университета. Серия 9: Филология, 2008, № 4.
30. Горизонты прочтения («На краю света» Н. С. Лескова: взгляд медиевиста) // Диалог с Чеховым. Сб. научных трудов в честь 70-летия В. Б. Катаева ,М., 2009.
31. «Хождение» игумена Даниила как культурно-исторический феномен // Научные и учебные тетради Высшей школы (факультета) телевидения МГУ им. М. В. Ломоносова, серия 2, М., 2010.
32. В. М. Гаршин и старообрядческая литература XVII в. («Заметки о художественных выставках») // Герменевтика древнерусской литературы. Сб. 14, М., 2010.
33. Древнерусская книжность в художественном мире А. Н. Толстого (К проблеме соотношения средневековой и новой литератур) // Герменевтика древнерусской литературы, Сб.14, М., 2010.
34. Последний «философский камень» усадьбы Савинское (И. В. Лопухин и Квирин Кульман) // «XVIII век: литература как философия, философия как литература». М., 2010.
35. Долгое эхо «Ночного смотра» (балладный сюжет в творчестве польского живописца) // Вестник Московского университета. Серия 19: Лингвистика и межкультурная коммуникация. 2010, № 2.
36. Хранитель русской культуры // Николай Либан. Избранное Слово о русской литературе Очерки, воспоминания этюды. М., 2011.
37. Пространство и время в «Повести об ослеплении Василька Теребовльского» // Alexandro Il̕̕uṡino septuagenario oblate.(Новые материалы и исследования по истории русской литературы). М., 2011.
38. Несохранившиеся памятники М. В. Ломоносову. Эмблематика и тексты // Памяти Анны Ивановны Журавлевой. Сборник статей. М., 2012.
39. У истоков исторического повествования. К 900-летию «Повести временных лет» // Structures & Functions: Studies in Russian Linguistics. Структуры и функции: исследования по русистике, том 1, № 2, М. 2014.
40. Повесть об ослеплении Василька Теребовльского: культурно-исторический контекст и структура летописной статьи 6605 года // Герменевтика древнерусской литературы. Сб.16, М., 2014.
41. К проблеме стратификации летописной статьи 6605 года: культурно-исторический аспект // Россия XXI, № 6. М., 2014.
42. Древнерусская книжность: историко-литературные альтернативы // Stephanos. том 8, № 6. М., 2014.
43. Древнерусские посольские речи и повествовательная манера летописца // Structures & Functions: Studies in Russian Linguistics. Структуры и функции: исследования по русистике, том 1, № 3. М., 2014.
44. Древнерусские источники XI—XIII вв. в историческом повествовании Ан. Ладинского и Н.Иртениной // Древняя Русь: Пространство книжного слова: Историко-филологические исследования. М., 2015.
45. Литературная топография пожарной Москвы // Stephanos, том 9, № 1. М., 2015.
46. Русские писатели в дневниках Великого Князя Константина Константиновича // Stephanos, том 10, № 2. М., 2015.
47. Покаянная речь Игоря Святославича как элемент структуры южнорусской летописной повести о походе на половцев 1185 г. // Древняя Русь. Вопросы медиевистики, том 61, № 3. М., 2015.
48. Иван Грозный: интермедиальность и трансформация образа // RUS — Revista de Literatura e Cultura Russa, издательство Universidade de Sao Paulo (Brazil), том 5, № 5. 2016.
49. Медиевистическое источниковедение литературы Нового времени в системе многоступенчатого филологического образования // Stephanos, том 17, № 3. М., 2016.
50. «Письма русского путешественника» в кругу книжных источников. Н. М. Карамзин и И.-В. фон Архенгольц // Stephanos, том 21, № 1. М., 2017.
51. Кёнигсберг А. Т. Болотова. Оптика самопознания // Филологические науки. Научные доклады высшей школы, № 4. М., 2017.
52. Два взгляда на чудо. Игумен Даниил и Фулькерий Шартрский // Русская речь. М., 2017, № 5.
53. Невербальные аспекты коммуникации в летописном тексте // Древняя Русь. Вопросы медиевистики, том 69, № 3. М., 2017.
54. Ф. И. Буслаев и Э. Э. Виолле-ле-Дюк // Stephanos, том 30, № 4. М., 2018.
55. Древнерусская рукописная традиция и духовный подвиг князя-книжника // Поэзия филологии. Филология поэзии: Сборник конференции, посвященной А. А. Илюшину. Тверь, 2018.
56. Искусство экфрасиса. Современная и классическая скульптура в оценке И. С. Тургенева // Stephanos, том 31, № 5. М., 2018.
57. Волынский летописец XIII в. и риторическое наследие митрополита Илариона // Литература Древней Руси: материалы X Всероссийской конференции «Древнерусская литература и её традиции в литературе Нового времени», посвященной памяти профессора Николая Ивановича Прокофьева. М., 2019.
58. Древнерусский перевод «Истории Иудейской войны» в контексте книжности второй половины XIII в. // Поэзия филологии. Филология поэзии. Сборник конференции, посвященной А. А. Илюшину. Тверь. 2019.
59. Вятский Лафонтен, или Затерянная страница истории русской басни // Русская речь. М., 2019, № 2.
60. О риторико-дидактической природе покаянной речи Игоря Святославича в летописной статье 6693 г // Герменевтика древнерусской литературы. Сб.18, М., 2019.
61. Слово и изображение. Борисоглебские миниатюры Радзивиловской летописи и Сильвестровского сборника // Stephanos. том 37, № 5. М., 2019.
62. К вопросу о летописных источниках похвалы Владимиру Васильковичу Волынскому // Комплексный подход в изучении Древней Руси. Сборник материалов X Международной конференции (9-13 сентября 2019 г., Москва, Россия), том 10. М., 2019.
63. Аввакум и его сочинения в повести Ал. Алтаева «Разоренные гнезда» // Поэзия филологии. Филология поэзии. Вып. 3. Тверь., 2020.
64. Юность Г. Р. Державина. Несколько комментариев к автобиографическим запискам поэта // Stephanos, том 40, № 2. М., 2020.
65. Знаток древнерусской культуры (к 100-летию со дня рождения профессора В. В. Кускова) // Stephanos, том 42, № 4. М., 2020.
66. К вопросу о летописных источниках похвалы Владимиру Васильковичу Волынскому // Древняя Русь. Вопросы медиевистики, том 81, № 3. М., 2020.
67. Один день войны в повести В. Астафьева «Пастух и пастушка.» (События. Источники. Образ) // Вестник Московского университета. Серия 9: Филология, том 35, № 5. М., 2020.
68. Спасительное чтение, или Похвала книге // Ортодоксы и еретики русской литературы ХХ — начала XXI веков. М., 2022.
69. Мирские мотивы в сочинении Тобольского митрополита Иоанна // Stephanos, том 54, № 4. М., 2022.
70. Летописное известие о книжной деятельности Владимира Васильковича Волынского (опыт прочтения) // Герменевтика древнерусской литературы. Сб.21. М., 2022.
71. «Слово» и «Дело о полку Игореве» (Русь наизнанку в романе Хольма ван Зайчика) // Вестник Московского университета. Серия 9: Филология, № 6. М., 2022.
72. Древнерусские перепутья Сергея Маркова // Поэзия филологии. Филология поэзии. Вып. 4. Тверь. 2023.
73. Постигая загадки «Слова» // «Слово о полку Игореве» М., 2023.
74. На периферии интермедиального пространства. Графический роман русского зарубежья // Stephanos, том 61, № 5. М., 2023.
75. К проблеме стратификации Волынской летописи (князья Романовичи в оценке книжников XIII в.) // Studia Litterarum, том 9, № 1. М., 2023.
76. К проблеме формирования древнерусской книжной топики // Вестник Московского университета. Серия 9: Филология, № 2. М., 2024.
77. К рецепции «Слова о полку Игореве» в русской прозе XX в. (заметки на полях) // Герменевтика древнерусской литературы. Сб.23. М. 2024.
78. Грозное эхо «Слова о полку Игореве» («Полынь — трава» Б.Лавренева) // Stephanos, том 66, № 4. М., 2024.

Также является автором ряда других публикаций, посвященных вопросам медиевистики и традициям древней литературы в культуре нового времени.

### Читаемые курсы
- С 1990 г. читает общий курс лекций «История древнерусской литературы» для студентов русского отделения филологического факультета МГУ.
- На протяжении ряда лет читает курс «История древнерусской литературы» на вечернем отделении филологического факультета.
- Неоднократно читал курс лекций «История русской литературы XI—XVIII вв.» для студентов славянского, классического и византийского отделений филологического факультета.
- В рамках включенного образования на протяжении ряда лет читал для иностранных студентов курс «История русской культуры XVII—XVIII вв.»
- Неоднократно участвовал в чтении коллективного курса кафедры «Пушкин и русская литература», а также пропедевтического курса по истории русской литературы XI—XIX вв.
- На филологическом факультете прочитаны следующие спецкурсы:

- «Человек и окружающий его мир в русском летописании древнейшей поры»;
- «Святые князья Древней Руси и их изображение в литературе XI—XVII вв.»;
- «Жанры и стили русского летописания XI—XIV вв.»;
- «Князья и книжники. Из истории литературного процесса Древней Руси»;
- «Слово о полку Игореве» и русская культура конца XVIII — нач. XIX вв. (люди, идеи, события)".
- «Антигерой и преступное деяние в литературе Древней Руси»;
- «Проблемы рецепции древнерусской литературы в литературе Нового времени»;
- «Жанры русской средневековой литературы»;
- «Историческое повествование юго-западной Руси. Судьба литературной традиции»;
- «Повесть временных лет». Поэтика и источники летописного текста";
- «Путевая литература Древней Руси. Эволюция и жанровое своеобразие»;
- «…Яко сказаща ведущие прежде». Прямая речь в летописном повествовании".

Читал курсы лекций по истории литературы Древней Руси и литературы XVIII в. на историческом факультете МГУ им. М. В. Ломоносова, в Бакинском филиале МГУ, в ряде ВУЗов г. Москвы, а также в филиале Поморского государственного университета (г. Северодвинск).
Руководит спецсеминаром по древнерусской литературе на филологическом факультете МГУ им. М. В. Ломоносова.